# Championnats d'Europe juniors de natation 2014
Navigation
Édition précédente Édition suivante
La 41e édition des Championnats d'Europe juniors de natation a eu lieu du 9 au 13 juillet 2014 à Dordrecht aux Pays-Bas. Cette compétition est organisée sous l'égide de la Ligue européenne de natation.

## Podiums

### Garçons
| Épreuve                | Or                                                                               | Or            | Argent                                                                     | Argent        | Bronze                                                                         | Bronze        |
| ---------------------- | -------------------------------------------------------------------------------- | ------------- | -------------------------------------------------------------------------- | ------------- | ------------------------------------------------------------------------------ | ------------- |
| Nage libre             |                                                                                  |               |                                                                            |               |                                                                                |               |
| 50 m                   | Evgeny Sedov Russie                                                              | 22 s 16       | Jan Hołub Pologne                                                          | 22 s 45       | Fotios Mylonas Russie                                                          | 22 s 56       |
| 100 m                  | Jan Hołub Pologne                                                                | 49 s 49       | Damian Wierling Allemagne                                                  | 49 s 57       | Péter Holoda Hongrie                                                           | 49 s 74       |
| 200 m                  | Kyle Stolk Pays-Bas                                                              | 1 min 48 s 46 | Nicolangelo Di Fabio Italie                                                | 1 min 48 s 80 | Anton Skudnov Russie                                                           | 1 min 49 s 23 |
| 400 m                  | Wojciech Wojdak Pologne                                                          | 3 min 49 s 21 | Henrik Christiansen Norvège                                                | 3 min 49 s 60 | Mykhailo Romanchuk Ukraine                                                     | 3 min 52 s 19 |
| 800 m                  | Mykhailo Romanchuk Ukraine                                                       | 7 min 54 s 81 | Wojciech Wojdak Pologne                                                    | 7 min 57 s 48 | Henrik Christiansen Norvège                                                    | 7 min 58 s 72 |
| 1 500 m                | Daniel Jervis Royaume-Uni                                                        | 15 min 7 s 12 | Mykhailo Romanchuk Ukraine                                                 | 15 min 7 s 24 | Henrik Christiansen Norvège                                                    | 15 min 9 s 48 |
| Dos                    |                                                                                  |               |                                                                            |               |                                                                                |               |
| 50 m                   | Simone Sabbioni Italie                                                           | 25 s 22 (WJR) | Apóstolos Chrístou Grèce                                                   | 25 s 33       | Jānis Šaltāns Lettonie                                                         | 25 s 54       |
| 100 m                  | Apóstolos Chrístou Grèce                                                         | 54 s 03 (WJR) | Simone Sabbioni Italie                                                     | 54 s 25       | Evgeny Rylov Russie                                                            | 54 s 46       |
| 200 m                  | Luke Greenbank Royaume-Uni                                                       | 1 min 58 s 05 | Apóstolos Chrístou Grèce                                                   | 1 min 59 s 93 | Emanuel Turchi Italie                                                          | 2 min 0 s 57  |
| Brasse                 |                                                                                  |               |                                                                            |               |                                                                                |               |
| 50 m                   | Stanislau Pazdzeyeu Biélorussie                                                  | 28 s 34       | Krzysztof Tokarski Pologne                                                 | 28 s 57       | Anton Chupkov Russie                                                           | 28 s 60       |
| 100 m                  | Max Pilger Allemagne                                                             | 1 min 1 s 97  | Itay Goldfaden Israël                                                      | 1 min 2 s 09  | Anton Chupkov Russie                                                           | 1 min 2 s 22  |
| 200 m                  | Max Pilger Allemagne                                                             | 2 min 12 s 45 | Anton Chupkov Russie                                                       | 2 min 13 s 27 | Dávid Horváth Hongrie                                                          | 2 min 13 s 47 |
| Papillon               |                                                                                  |               |                                                                            |               |                                                                                |               |
| 50 m                   | Evgeny Sedov Russie                                                              | 23 s 83       | Aleksandr Sadovnikov Russie                                                | 24 s 03       | Péter Holoda Hongrie                                                           | 24 s 45       |
| 100 m                  | Aleksandr Sadovnikov Russie                                                      | 53 s 52       | Nils Liess Suisse                                                          | 53 s 59       | Vladislav Kozlov Russie                                                        | 53 s 83       |
| 200 m                  | Tamás Kenderesi Hongrie                                                          | 1 min 56 s 74 | Nils Liess Suisse                                                          | 1 min 58 s 51 | Alexander Kunert Allemagne                                                     | 1 min 58 s 92 |
| Quatre nages           |                                                                                  |               |                                                                            |               |                                                                                |               |
| 200 m                  | Duncan Scott Royaume-Uni                                                         | 2 min 1 s 57  | Norbert Szabó Hongrie                                                      | 2 min 2 s 00  | Benjámin Grátz Hongrie                                                         | 2 min 2 s 21  |
| 400 m                  | Benjámin Grátz Hongrie                                                           | 4 min 19 s 68 | Norbert Szabó Hongrie                                                      | 4 min 23 s 77 | Joan Casanovas Skoubo Espagne                                                  | 4 min 24 s 09 |
| Relais                 |                                                                                  |               |                                                                            |               |                                                                                |               |
| 4 × 100 m nage libre   | Royaume-Uni Duncan Scott Miles Munro Martyn Walton Jack Smith                    | 3 min 19 s 78 | Allemagne Damian Wierling Marek Ulrich Alexander Kunert Konstantin Walter  | 3 min 22 s 09 | Italie Alessandro Bori Francesco Peron Nicolangelo Di Fabio Raffaele Tavoletta | 3 min 22 s 30 |
| 4 × 200 m nage libre   | Allemagne Henning Mühlleitner Konstantin Walter Damian Wierling Alexander Kunert | 7 min 21 s 25 | Italie Nicolangelo Di Fabio Mattia Zuin Alessio Occhipinti Francesco Peron | 7 min 22 s 62 | Royaume-Uni Martyn Walton Daniel Jervis Jack Smith Duncan Scott                | 7 min 23 s 13 |
| 4 × 100 m quatre nages | Russie Evgeny Rylov Aleksandr Sadovnikov Anton Chupkov Filipp Shopin             | 3 min 39 s 25 | Italie Simone Sabbioni Giacomo Carini Marco Paganelli Alessandro Bori      | 3 min 41 s 06 | Allemagne Marek Ulrich Johannes Tesch Max Pilger Damian Wierling               | 3 min 41 s 20 |

### Filles
| Épreuve                | Or                                                                           | Or                  | Argent                                                                      | Argent         | Bronze                                                                                       | Bronze         |
| ---------------------- | ---------------------------------------------------------------------------- | ------------------- | --------------------------------------------------------------------------- | -------------- | -------------------------------------------------------------------------------------------- | -------------- |
| Nage libre             |                                                                              |                     |                                                                             |                |                                                                                              |                |
| 50 m                   | Daria Ustinova Russie                                                        | 25 s 39             | Maria Kameneva Russie                                                       | 25 s 57        | Valerie van Roon Pays-Bas                                                                    | 25 s 69        |
| 100 m                  | Arina Openysheva Russie                                                      | 54 s 78             | Daria Ustinova Russie                                                       | 55 s 30        | Rachele Ceracchi Italie                                                                      | 56 s 12        |
| 200 m                  | Arina Openysheva Russie                                                      | 2 min 00 s 18       | Daria Mullakaeva Russie                                                     | 2 min 00 s 60  | Leonie Kullmann Allemagne                                                                    | 2 min 01 s 02  |
| 400 m                  | Arina Openysheva Russie                                                      | 4 min 12 s 76       | Melinda Novoszath Hongrie                                                   | 4 min 13 s 53  | Daria Mullakaeva Russie                                                                      | 4 min 15 s 31  |
| 1 500 m                | Simona Quadarella Italie                                                     | 16 min 30 s 37      | Laura Rodriguez Cao Espagne                                                 | 16 min 34 s 04 | Melinda Novoszath Hongrie                                                                    | 16 min 42 s 65 |
| Dos                    |                                                                              |                     |                                                                             |                |                                                                                              |                |
| 50 m                   | Daria Ustinova Russie                                                        | 28 s 18             | Maria Kameneva Russie                                                       | 28 s 48        | Ema Sarar Croatie                                                                            | 29 s 18        |
| 100 m                  | Daria Ustinova Russie                                                        | 1 min 00 s 37       | Ekaterina Tomashevskaia Russie                                              | 1 min 01 s 53  | Laura Riedemann Allemagne                                                                    | 1 min 02 s 34  |
| 200 m                  | Daria Ustinova Russie                                                        | 2 min 09 s 21 (WJR) | Africa Zamorano Sanz Espagne                                                | 2 min 11 s 70  | Irina Prikhodko Russie                                                                       | 2 min 12 s 42  |
| Brasse                 |                                                                              |                     |                                                                             |                |                                                                                              |                |
| 50 m                   | Maria Astashkina Russie                                                      | 31 s 90             | Eleonora Clerici Italie                                                     | 32 s 02        | Sophie Hansson Suède                                                                         | 32 s 13        |
| 100 m                  | Maria Astashkina Russie                                                      | 1 min 07 s 82       | Marlene Huether Allemagne                                                   | 1 min 09 s 19  | Daria Chikunova Russie                                                                       | 1 min 09 s 33  |
| 200 m                  | Maria Astashkina Russie                                                      | 2 min 26 s 61       | Daria Chikunova Russie                                                      | 2 min 27 s 78  | Emma Cain Royaume-Uni                                                                        | 2 min 29 s 17  |
| Papillon               |                                                                              |                     |                                                                             |                |                                                                                              |                |
| 50 m                   | Barbora Mišendová Slovaquie                                                  | 26 s 84             | Szonja Szokol Hongrie                                                       | 27 s 02        | Maria Kameneva Russie                                                                        | 27 s 03        |
| 100 m                  | Lisa Katharina Hoepink Allemagne                                             | 59 s 93             | Amelia Clynes Royaume-Uni                                                   | 59 s 96        | Barbora Mišendová Slovaquie                                                                  | 1 min 00 s 00  |
| 200 m                  | Adél Juhász Hongrie                                                          | 2 min 10 s 93       | Carmen Balbuena Heredia Espagne                                             | 2 min 11 s 24  | Amelia Clynes                                                                                | 2 min 11 s 46  |
| Quatre nages           |                                                                              |                     |                                                                             |                |                                                                                              |                |
| 200 m                  | Africa Zamorano Sanz Espagne                                                 | 2 min 13 s 80       | Georgia Coates Royaume-Uni                                                  | 2 min 14 s 72  | Lisa Katharina Hoepink Allemagne                                                             | 2 min 14 s 97  |
| 400 m                  | Africa Zamorano Sanz Espagne                                                 | 4 min 41 s 96       | Rosie Rudin Royaume-Uni                                                     | 4 min 43 s 56  | Georgia Coates Royaume-Uni                                                                   | 4 min 44 s 60  |
| Relais                 |                                                                              |                     |                                                                             |                |                                                                                              |                |
| 4 × 100 m nage libre   | Russie Arina Openysheva Maria Kudelkina Daria Mullakaeva Daria Ustinova      | 3 min 42 s 19       | Allemagne Nele Klein Laura Riedemann Leonie Kullmann Katrin Gottwald        | 3 min 47 s 31  | Italie Alessia Ruggi Federica Sarti Cipriani Sofia Iurasek Rachele Ceracchi                  | 3 min 48 s 23  |
| 4 × 200 m nage libre   | Russie Arina Openysheva Daria Mullakaeva Daria Ustinova Daria S Ustinova     | 8 min 03 s 68       | Allemagne Alina Jungklaus Josephine Tesch Marlene Huether Leonie Kullmann   | 8 min 07 s 06  | Espagne Sandra Pallares Gomez Elisa Sanchez Morales Laura Rodriguez Cao Africa Zamorano Sanz | 8 min 08 s 29  |
| 4 × 100 m quatre nages | Russie Daria Ustinova Alexandra Chesnokova Maria Astashkina Arina Openysheva | 4 min 05 s 64       | Allemagne Laura Riedemann Lisa Katharina Hoepink Marlene Huether Nele Klein | 4 min 07 s 59  | Italie Federica Sarti Cipriani Sara Gyertyanffy Eleonora Clerici Rachele Ceracchi            | 4 min 10 s 32  |

### Mixte
| Épreuve                | Or                                                                        | Or                 | Argent                                                                      | Argent        | Bronze                                                                         | Bronze        |
| ---------------------- | ------------------------------------------------------------------------- | ------------------ | --------------------------------------------------------------------------- | ------------- | ------------------------------------------------------------------------------ | ------------- |
| 4 × 100 m nage libre   | Royaume-Uni Duncan Scott Miles Munro Martyn Walton Jack Smith             | 3 min 19 s 78      | Allemagne Damian Wierling Marek Ulrich Alexander Kunert Konstantin Walter   | 3 min 22 s 09 | Italie Alessandro Bori Francesco Peron Nicolangelo Di Fabio Raffaele Tavoletta | 3 min 22 s 30 |
| 4 × 100 m quatre nages | Russie Daria Ustinova Aleksandr Sadovnikov Anton Chupkov Daria S Ustinova | 3 min 49 s 05 (RE) | Allemagne Laura Riedemann Lisa Katharina Hoepink Max Pilger Damian Wierling | 3 min 52 s 71 | Italie Simone Sabbioni Giacomo Carini Eleonora Clerici Rachele Ceracchi        | 3 min 54 s 51 |

(RC): Records des Championnats

## Tableau des médailles
| Rang  | Nation      | Or | Argent | Bronze | Total |
| ----- | ----------- | -- | ------ | ------ | ----- |
| 1     | Russie      | 18 | 8      | 9      | 35    |
| 2     | Royaume-Uni | 5  | 3      | 4      | 12    |
| 3     | Allemagne   | 4  | 8      | 5      | 17    |
| 4     | Hongrie     | 3  | 4      | 5      | 12    |
| 5     | Italie      | 2  | 5      | 7      | 14    |
| 6     | Espagne     | 2  | 3      | 2      | 7     |
| 7     | Pologne     | 2  | 3      | 0      | 5     |
| 8     | Grèce       | 1  | 2      | 1      | 4     |
| 9     | Ukraine     | 1  | 1      | 1      | 3     |
| 10    | Pays-Bas    | 1  | 0      | 1      | 2     |
| 10    | Slovaquie   | 1  | 0      | 1      | 2     |
| 12    | Biélorussie | 1  | 0      | 0      | 1     |
| 13    | Suisse      | 0  | 2      | 0      | 2     |
| 14    | Norvège     | 0  | 1      | 2      | 3     |
| 15    | Israël      | 0  | 1      | 0      | 1     |
| 16    | Croatie     | 0  | 0      | 1      | 1     |
| 16    | Lettonie    | 0  | 0      | 1      | 1     |
| 16    | Suède       | 0  | 0      | 1      | 1     |
| Total | Total       | 41 | 41     | 41     | 123   |